# Shopper marketing
A shopper marketing  helyszíne az üzlet, és célja, hogy az ott nézelődő személy a termék fogyasztója legyen. Más szavakkal a shopper marketing célja vásárlási döntések előidézése az üzletben, közvetlenül a termékkel szemben. A termék fogyasztója és a shopper személye eltérhet. Például a család egyik tagja az egész család fogyasztásicikk-beszerzésének 90%-áért felelhet, míg lehet, hogy a fogyasztás egyenlően oszlik meg a négy különböző családtag között.
A kereskedő szempontjából nézve, a shopper marketing azt jelenti, hogy a szállítók marketing befektetéseikkel az eladási helyet célozzák meg, a hagyományos média befektetések helyett. A shopper marketing kialakulásának másik fontos háttér tényezője a fogyasztók és magatartásuk jobb megértése, melyet a fejlettebb IT-rendszerek tettek lehetővé (például: vásárlási adatok vásárlói hűségkártyák alapján). A szállítók shopper marketing befektetései évente 21%-kal nőnek. Például a Procter & Gamble a vállalat pénzügyi kimutatásai alapján, shopper marketing beruházása évente legalább 500 millió dollár. A következő kutatási eredmények a fogyasztói marketingtől a shopper marketing felé irányították a befektetéseket.

- A márka kiválasztása 70%-ban az eladási helyen történik[1]
- A vásárlási döntések 68%-a nem tervezett[3]
- Adott kategórián belül a vásárlók 5%-a lojális egyetlen márkához[4]

## Kategóriák
A shopper marketing kiindulópontja mindig a Shopper, azaz a személy, aki a vásárlást végzi. Ezért a Shopper marketing a shoppert a boltban érő marketing ingerre vonatkozik, amely a shopper vásárlói magatartásának megértésén alapul. Hasonlóan a hagyományos marketing mixhez a shopper marketing is felosztható a 4P-re: termék (product), ár (price), hely (place) és ösztönzés (promotion).

- Termék: méret, forma, szín, anyag, csomagolás, csomagolás üzenete és vizuális identitás.
- Ár: kedvezmények, csomag ajánlatok, ár kommunikáció és kuponok
- Hely: üzlet koncepció, világítás, elkülönített részek, polcok és a bolti bemutatók elhelyezése
- Ösztönzés (promóció): csomagoláspromóciók, adott bolthoz kapcsolódó promóciók, promóciós kommunikáció, bolti bemutatók, üzletben elhelyezett TV, padló matricák valamint bevásárlókocsikon és kosarakon elhelyezett reklámok, sorokban megszólaló polckommunikációs eszközök.

## Fogyasztói magatartás adatok
Három különböző adatgyűjtési mód nyújt információt a shopperek fogyasztói magatartásáról: megfigyelés, interjú és a pénztárgép rendszer.

### Megfigyelés
Az üzletben végzett megfigyelések megvilágítják, a shopper hogyan viselkedik termékvásárlás közben. A feljegyzésre kerülő eredmények például a következők lehetnek:
- a vásárlási folyamat időtartama
- cikkek, melyeket a shopper észlelt, megérintett vagy tanulmányozott
- cikkek, melyeket a shopper megvásárolt valamint a folyamatot befolyásoló vásárlási szokások.

### Interjú
Az interjúk segítenek a vásárlói magatartást irányító motiváció megismerésében. A meghatározott közös tényezők: a termék helyettesíthető-e és a helyettesítő termékek azonosítása; értékek és attitűd; vágyak és motivációs tényezők valamint életmód és élethelyzet.

### Pénztárgép információ

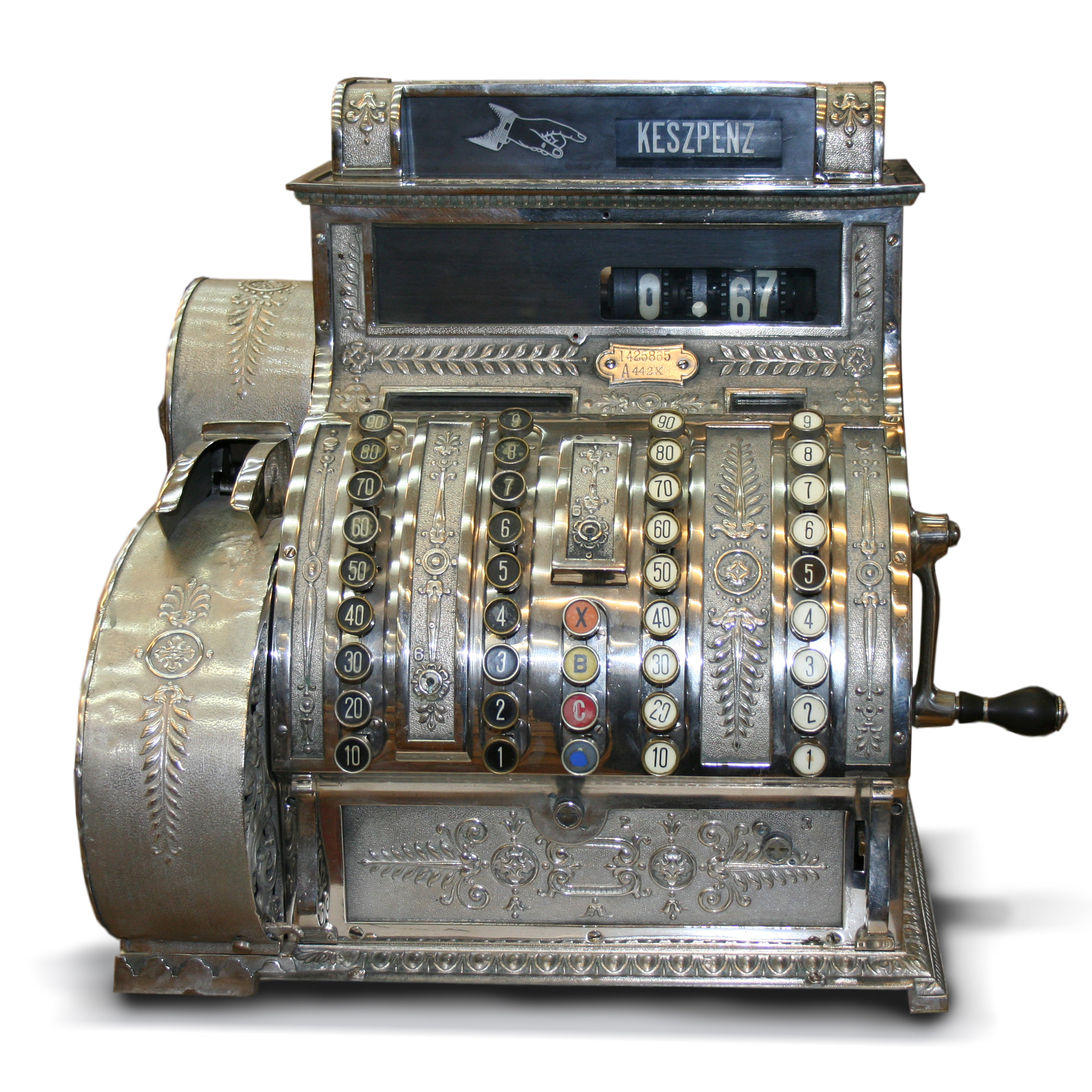
Régi magyar pénztárgép (1902) még csupán az aktuális árról tájékoztatott, a vevő által is látható felső ablakában

A pénztárgép rendszer arról ad információt, hogy mikor és milyen termékeket vásároltak. Továbbá a vevőkártyák lehetővé teszik, hogy a vásárlási nyugtát konkrét időben, az egyes shopperekkel társítsák. A shopper fogyasztói magatartás legjobb megértését a fenti adatgyűjtési módokból kapott információk kombinációja adja, amely a shopperre jellemző átfogó, mély információt szolgáltat (hogyan, miért, mit és mikor).

## Shopperek szegmentációja
A shopper szegmentáció során a piacot lényeges és mérhető csoportokra osztják fel, azaz a fogyasztói magatartás adatok alapján kapott szegmensekre. A shopper szegmentáció megkönnyíti az egyéni szegmens követelmények meghatározását. Például, az ár-érzékeny és a hagyományos shopperek világosan elkülönülnek egymástól a fogyasztói magatartás vonatkozásában. A szegmentálás lehetővé teszi, hogy a marketingműveletek a legjövedelmezőbb shopperekre összpontosuljanak.

### Shopperszegmentációs példák
- TESCO[5]

Ínyencek (Finer Foods)
Egészséges (Healthy)
Kényelmes (Convenience)
Árérzékeny (Price Sensitive)
Átlagos (Mainstream)
Hagyományos (Traditional)
Társasági vásárlók (Social Shoppers)
- WAL-MART[6]

Márkakeresők (Brand Aspirationals)
Ár-érték vásárlók (Price Value Shoppers)
Divatos minőséget keresők (Trendy Quality Seekers)
Árérzékeny jómódúak (Price Sensitive Affluents)
Egyszeri bevásárlók (One Stop Shoppers)
Lelkiismereti tiltakozók (Conscientious Objectors)
- SAFEWAY[6]

Érték-keresők (Value-Seeking)
Választék-keeresők (Variety-Seeking)
Márka-keresők (Brand-Seeking)
Egyszerűség-keresők (Simplicity-Seeking)
Felfedezők (Discovery-Seeking)
Minőségkeresők (Quality-Seeking)